# Чхаидзе, Омар Валерьянович
Омар Валерьянович Чхаидзе (род. 16 апреля 1944, Грузия) —  художник, основоположник нового направления в изобразительном искусстве — свето-предметной живописи, член-корреспондент Российской академии художеств, член Союза художников России и Московского Союза художников, член Союза художников Грузии, член Российской академии естественных наук, член Европейской академии естественных наук, член Международной федерации художников ЮНЕСКО, член Международной Ассоциации изобразительных искусств — АИАП ЮНЕСКО.

## Биография
В 1960 г. поступил в Тбилисское художественное училище им. Я. Николадзе. В 1966 году стал студентом Тбилисской государственной академии художеств, факультета живописи. С 1964 года участвует в международных выставках. С 1994 года живёт и работает в Москве. В 2000 году открыл галерею в Центральном доме художника.
С начала творческого пути в искусстве, в 1960-х годах, Омару Чхаидзе была присуща полная свобода самовыражения, не ограниченная никакими запретами и цензурой. Его не раз исключали из художественного училища и из академии с формулировкой «неисправимый формалист и абстракционист». И училище, и академию, тем не менее, он окончил с отличием. Его дипломная работа в училище была создана по произведению А. Камю «Посторонний», а в академии — по роману М. Булгакова «Мастер и Маргарита», запрещенными в то время в СССР.
Начиная с 1960-х годов Омар Чхаидзе работал в разных направлениях. Он создал свой узнаваемый стиль и технику.
Омар Чхаидзе постиг различные мифологическо-религиозные и философско-эзотерические учения. Основной темой его творчества всегда был Свет, но не в физическом смысле этого понятия, а в метафизическом, духовном («Инициация», 1966 г., «Вечность», 1971 г., «Интроверсия», 1986 г., «Небеса», 1991 г., «Энергия Света», 2006 г., «Трансформация Света», 2012 г., «Выход в Свет», 2013 г., «Субстанция», 2014 г., «Вибрация духовного Света», 2015 г. «Люксосфера», 2016 г.).
В последние годы Омар Чхаидзе полностью отошел от предметной, фигуративной живописи.
Работы Омара Чхаидзе находятся в коллекциях Московского музея современного искусства (Москва, Россия), Ульяновского музея современного изобразительного искусства (Ульяновск, Россия), Тверского государственного музея изобразительного искусства (Тверь, Россия), Галереи Horizont (Уден, Нидерланды), Icosahedron Gallerie (Нью-Йорк, Манхеттен, США).
В 2013 году в Московском Музее современного искусства (ММОМА) прошла выставка Омара Чхаидзе «Трансформация Света» о взаимосвязи цвета и Света.
В 2015 году в Тбилисском Музее современного искусства (МОМА) прошла выставка «Путь Света».
В 2016 году Российская академия художеств провела презентацию проекта «Свето-предметная живопись», а также книги «Мой путь». На этой презентации решением президиума академии художник был награждён Золотой медалью РАХ. Тогда же Российская академия естественных наук присвоила ему почетное звание «Рыцарь науки и искусств» и наградила медалью, а Европейская академия естественных наук наградила Омара Чхаидзе медалью Леонардо да Винчи за новое направление в изобразительном искусстве.
Омар Чхаидзе — автор проекта «Центр Света» (архитектурный ансамбль, 2016 г.). Структура этого архитектурного ансамбля заключает в себе код Вселенной. Автор считает, что гравитационное (лат. gravitas — тяготение) и левитационное (лат. levitas — легкость) вещество Света и Тьмы — эфир (основной элемент периодической таблицы Дмитрия Менделеева) — создает электромагнитное, квантовое вибрационное поле. Оно заполняет пространство ансамбля и притягивает энергию духовного Света.
В 2017 году проект Центр Света получил государственный патент Российской Федерации.
Омар Чхаидзе продолжает учение Владимира Вернадского и расширяет понятие сфера планеты: биосфера -- сфера жизни (Эдуард Зюсс, 1875 г.), антропосфера — сфера человека (Дмитрий Анучин, 1902 г.), ноосфера — сфера разума (Эдуард Леруа, 1927 г.) — до концепции бесконечности Вселенной. Он полагает, что вся Вселенная создана из единой субстанции, которую Ксенофан в VI веке до нашей эры назвал шаровидным существом.
Омар Чхаидзе полагает, что эта шаровидная всеобъемлющая духовная сфера имеет два аспекта: Свет и Тьму, и предлагает назвать их люксосфера (лат. lux — свет) и тенебросфера (лат. tenebrae — тьма). Единство и гармония Света и Тьмы — это высшая стадия эволюции биосферы и ноосферы, и конечным пунктом их развития будет слияние с люксосферой и тенебросферой.
В 2017 году Российская академия естественных наук наградила Омара Чхаидзе Золотой медалью Петра Капицы как автора научного открытия.
В 2018 году Европейская академия естественных наук наградила Омара Чхаидзе медалью Вильгельма Лейбница за особые заслуги.

## Персональные выставки
- 2018 — Москва, Россия, Российская академия художеств, выставка «Выход в Свет»
- 2016 — Москва, Россия, Российская академия художеств, презентация проекта «Свето-предметная живопись» и книги «Мой Путь».
- 2015 — Тбилиси, Грузия, Музей современного искусства, Тбилиси, «Путь к Свету»
- 2013—2014 — Москва, Россия, Московский музей современного искусства, «Трансформация Света»
- 2012 — Тбилиси, Грузия, Национальный музей Грузии
- 2010 — Ульяновск, Россия, Музей современного Изобразительного искусства
- 2008 — Москва, Россия, Центральный Дом художника
- 2007 — Нью-Йорк, США, Icosahedron Gallerie
- 2007 — Вена, Австрия, Museums Quartier
- 1998 — Уден, Нидерланды, Галерея Horizont
- 1994 — Тбилиси, Грузия, Галерея Современного Искусства Грузии
- 1991 — Тбилиси, Грузия, Белая галерея

## Открытия и изобретения
1. Свето-предметная живопись — в изобразительном искусстве.
2. Центр Света — в эзотерике, архитектуре, науке и медицине.
3. Люксосфера — Сфера Света — в эзотерике и философии.
4. Тенебросфера — Сфера Тьмы — в эзотерике и философии.
5. Люксоскоп (измерительный прибор) — в науке и медицине.
6. Люксосфера (исцеляющая установка) — в науке и медицине.

## Награды
- Золотая медаль Российской академии художеств.
- Золотая медаль союза художников России и Московского союза художников.
- Почетное звание и медаль «Рыцарь науки и искусств» Российской академии естественных наук.
- Медаль Василия Кандинского Европейской академии естественных наук.
- Медаль Леонардо да Винчи Европейской академии естественных наук.
- Золотая медаль Петра Капицы Российской академии естественных наук.
- Медаль Вильгельма Лейбница Европейской академии естественных наук.